# 東条義孝
東条 義孝（とうじょう よしたか）は、江戸時代前期の江戸幕府の旗本。通称は長十郎（ちょうじゅうろう）、織部（おりべ）。
高家旗本の吉良義冬の三男として誕生した。母は旗本酒井忠吉の娘。生年は不詳であるが、兄の吉良義央が寛永18年（1641年）の生まれなので、義孝が生まれたのはそれ以降となる。吉良家の家督は長兄義央が継ぎ、次兄義叔は分家旗本として東条家を興した。これとは別に義孝も分家旗本の東条家を興した。
寛文4年（1664年）4月28日、はじめて将軍徳川家綱に拝謁する。延宝6年（1678年）3月29日から書院番士となる。延宝8年（1680年）3月26日から切米300俵を賜った。
その後駿府城勤務となったが、貞享2年（1685年）2月15日にこの任にあった際に報告すべきことを隠したとされ、閉門を命じられた。同年9月8日に赦免される。

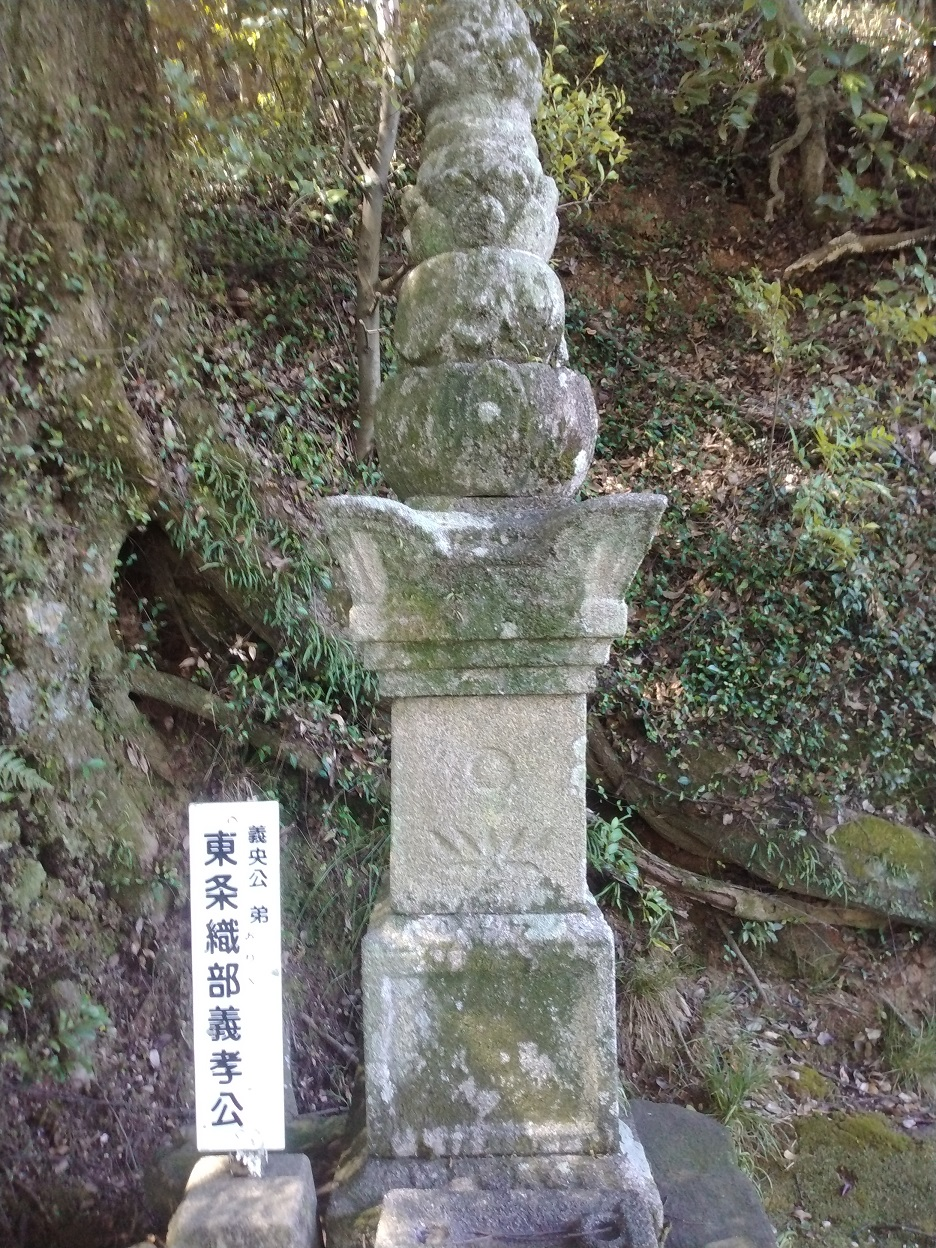
東条織部義孝の墓(西尾市華蔵寺)

貞享5年（1688年）5月20日に死去した。子がなかったが、末弟の冬重が養子に入っており、義孝流東条家の家督を継いだ。